# Wapen van Nederhorst den Berg
Het wapen van Nederhorst den Berg werd in 1818 een eerste maal aan de Noord-Hollandse gemeente Nederhorst den Berg verleend. Het wapen was gelijk aan dat van de heerlijkheid Nederhorst den Berg. In 1941 keurde de Hoge Raad van Adel een wapenaanpassing goed, waarbij een barensteel op het schild werd geplaatst. 
Dit wapen bleef tot de gemeentelijke fusie van 2002 in gebruik. Op 1 januari 2002 ging de gemeente Nederhorst den Berg op in de nieuwe fusiegemeente Wijdemeren, en raakte het wapen buiten gebruik.

## Blazoeneringen
Het wapen van Nederhorst den Berg heeft twee varianten gekend; hierdoor zijn er ook twee blazoeneringen.

### Eerste wapen
De blazoenering van het eerste wapen, dat op 10 juni door de Hoge Raad van Adel aan de gemeente verleend werd, luidde als volgt:
Gegolfd van rood en goud van acht stukken.
Het wapen bestond uit acht gegolfde dwarsbalken, viermaal rood en viermaal goud.

### Tweede wapen
De blazoenering van het tweede wapen, dat op 14 maart 1941 verleend werd, luidde als volgt:
Golvend gedwarsbalkt van goud en keel van 8 stukken; een barensteel van zilver over de beide bovenste dwarsbalken heengaande. Het schild gedekt met een gouden kroon van 3 bladeren en 2 parels.
Het tweede wapen was gelijk aan het eerste, met over de twee bovenste dwarsbalken een zilveren barensteel. Hoewel in de heraldiek zilver niet op goud geplaatst mag worden, is dit wapen geen raadselwapen. Een barensteel is een teken ter afscheiding, of een breuk, en dat is een uitzondering op de regel. De gemeente heeft ook een gravenkroon op het schild gekregen.